# Berry
För andra betydelser, se Berry (olika betydelser).

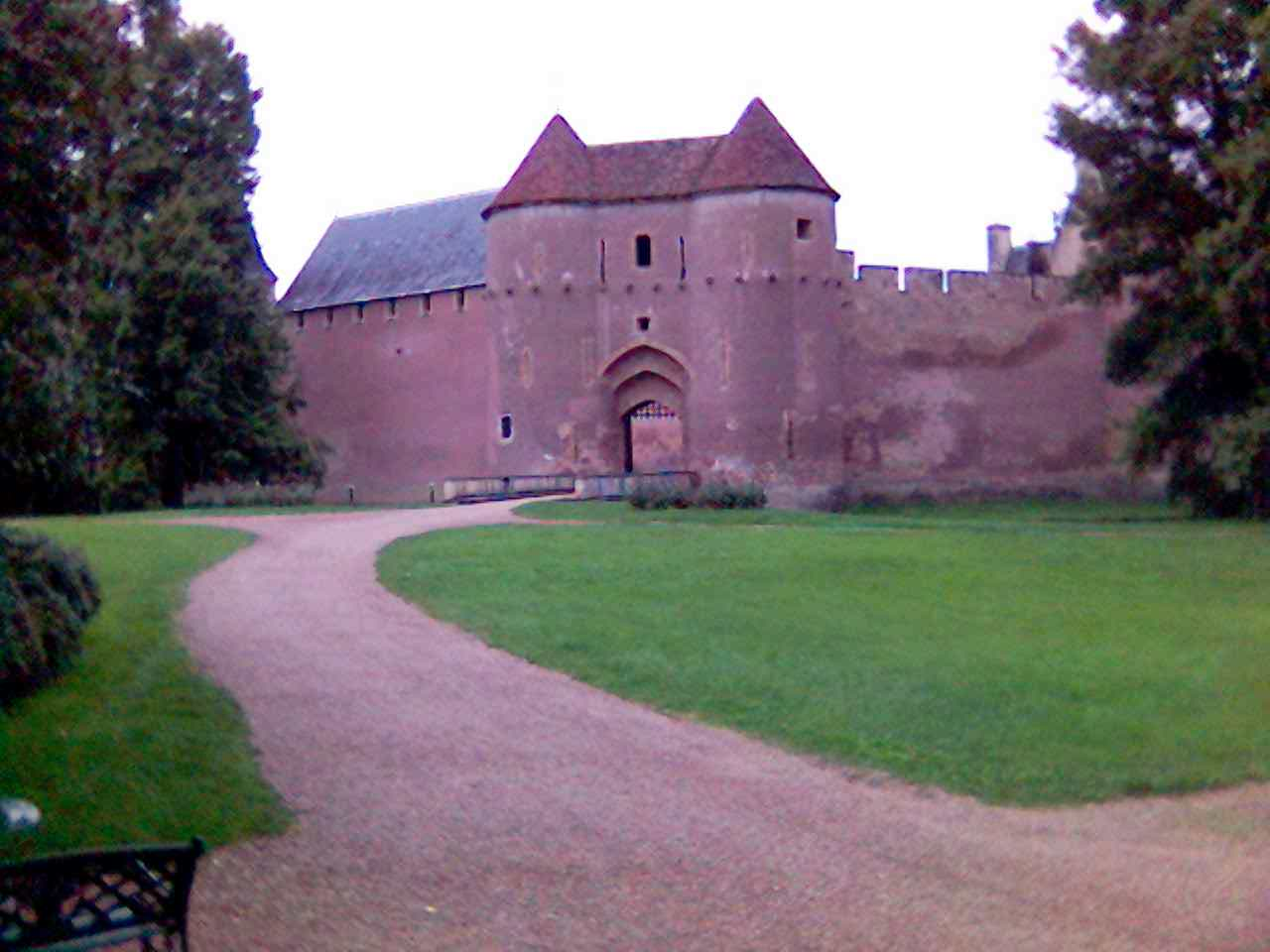
Ainay-le-Vieil.

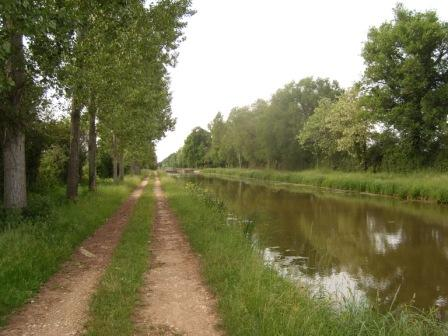
Canal de Berry.

Berry är ett historiskt landskap i Frankrike från ancien régime (från slutet av medeltiden fram till franska revolutionen, med Bourges som huvudstad. Området karaktäriseras av jordbruk, skogar och ett stort antal feodala borgar och renässansslott.

## Historia
Berry var under en tid ett självständigt grevskap, under karolingerepoken, innan det delades mellan hertigdömet Akvitanien (i princip den tidigare regionen Aquitaine) och grevskapen Anjou och Blois.
De franska kungarna började ta till sig landskapet från och med slutet av 1000-talet men det fullständiga övertagandet kom först 200 år senare.

## De berrichonska departementen
Berry blev administrativt uppdelat efter franska revolutionen mellan i huvudsak Cher i norr (undantaget Saint-Amand-Montrond och dess omgivningar som hörde till Bourbonnais, nuvarande Allier), Indre i syd (undantaget en stor del av Brenne som hörde till landskapet Touraine), en liten del av Loiret, de södra delarna av Loir-et-Cher (städerna Selles-sur-Cher och Mennetou-sur-Cher).
Idag är gränserna till Berry i huvudsak de samma som departementen Indre och Cher som hör till regionen Centre-Val de Loire.
Invånarna kallas på franska för berrichons, ättlingar från gallerna i Bituriges Cubi eller Bituriges Cubes som stod emot Julius Caesar under belägringen av Avaricum (nuvarande Bourges).

## Språk
Berry har ett språk (ofta kallad dialekt) som kallas berrichon, som är på väg att dö ut. Men vissa ord finns kvar i dialekten som talas i området, till exempel pochon = plastpåse (franska sac en plastique), jau = tupp (franska coq), rein = inget (franska rien), clouk = ko (franska vache).